# أوراق الزمن المر (مسلسل)
أوراق الزمن المر مسلسل باللغة العربية الفصحى تم تصويره في لبنان، من إخراج نجدة إسماعيل أنزور وبطولة نخبة من النجوم منهم أنطوان كرباج، منى واصف، عمار شلق، فراس إبراهيم. وقد شهد المسلسل أول أداء تمثيلي للمغنية جوليا بطرس. وقد عرض المسلسل على قناة LBC اللبنانية منتج العمل.

تدور قصة المسلسل حول الدكتور خليل ( أنطوان كرباج ) وزوجته السيدة وصال (منى واصف ) وابنتهما راغدة ( جوليا بطرس ) وقد كان الدكتور خليل جشعا محبا للمال والسلطة وسعى بكل الوسائل للإستيلاء على ممتلكات واراض أهل قريته ومنهم المحامي وحيد ( عمار شلق ) حيث تسبب الدكتور خليل في مقتل أخيه وجنون أمه تلك الوصمة التي ظلت تلاحقه
تتعرف راغدة بوحيد لتكتشف حقيقة أبيها ... وتنشأ بينهما قصة حب وتقع في تناقض ما بين شخصية وحيد وشخصية أبيها ... وتتوالى الأحداث لتكتشف راغدة وجود أخت لها من أبيها !
في نهاية المسلسل يقتل وحيد ولايتزوج راغدة

## طاقم التمثيل
- إيمان بيطار
- خالد السيد
- عمر ميقاتي
- جمال حمدان
- علي شقير
- حسني بدر الدين
- باتريك مبارك
- علي الزين[1]
- سامر الغريب
- نوال كامل